# ديفيد إنجل
ديفيد إنجل (بالإنجليزية: David Engel)‏ هو راقص أمريكي، ولد في 19 أكتوبر 1959.

## وصلات خارجية
- ديفيد إنجل على موقع IMDb (الإنجليزية)
- ديفيد إنجل على موقع قاعدة بيانات برودواي على الإنترنت (الإنجليزية)
- ديفيد إنجل على موقع قاعدة بيانات الفيلم (الإنجليزية)